# فرانکو اسکویلاری
 فرانکو اسکویلاری (انگلیسی: Franco Squillari؛ زاده ۲۲ اوت ۱۹۷۵) یک تنیس‌باز اهل آرژانتین است. 